# 一生幸福
一生幸福是一首香港本地原創歌曲，由WE5作曲、林日曦填詞、何秉舜編曲及監製、黎明主唱，歌曲及音樂短片於2022年9月15日由唱片公司A music以數碼形式推出，評論認為這是黎明為了支持廣東歌發展而推出的歌曲。

## 製作概念

### 歌曲命名
填詞人林日曦曾於其社交網站平台講述這首歌的曲名由來，他表示恩師與他一起吃日本菜的時候，總會以一瓶寫有漢字「一生幸福」的清酒作伴，使他開始留意到「一生幸福」這個四個字，自此，他在需要送禮贈興的時候，亦會選擇以這清酒作為禮品。林日曦其後在朋友宴客時帶同這清酒出席，並於席間知道要寫一首關於婚姻的歌，他看一看該瓶清酒，便想到以「一生幸福」為歌曲命名。黎明認為「幸福」是人與人之間及生活日常中，在思想上產生的感受，例如一個人在寒冷的戶外環境下工作但能拿着一個番薯，回想到小時候母親為他煮的番薯，都是幸福的事。

### 音樂短片
這首歌以婚姻之道為創作題材，祝願那些為另一半遮風擋雨、共渡患難的人幸褔一生，歌曲的音樂短片由羅孝勇、王丹妮主演，二人分別穿上白色婚紗或禮服扮演新婚夫妻，演繹在廚房、浴室裏發生連串災難式意外及吵架等情節，透過誇張的手法放大演出效果，從而表達出夫妻要一同面對困難才可以終成眷屬、一生幸福的婚姻之道，黎明以客串身份參與演出該音樂短片，他以專業人士的造型扮演月下老人，進行「愛的實驗」。

## 評論摘要

### 媒體
音樂媒體評論認為歌曲〈一生幸福〉的旋律動人，編曲輕快跳脫、徐疾有致，林日曦創作的歌詞細膩而寫實，不少聽眾覺得這首歌是繼〈顧家〉、〈存入愛〉和〈超平凡人的主題曲〉後的第四部曲，同樣是以溫情為題材的作品，若再加上2018年推出的歌曲〈下半場〉及2022年推出的歌曲〈Good Luck〉，便可組成一個溫暖系列，並表示期待黎明把這系列歌曲輯錄起來，推出一張新的實體音樂專輯。

### 聽眾
聽眾認為這首歌讓人感到溫暖及充滿能量，黎明熟識的唱腔令不少聽眾著迷，並於黎明的社交網站平台留言多謝他，也有人認為WE5創作的每段首句曲調如「承諾吐出的一刻 我想變成新生」、「餘下半生的光陰 也許意外紛紛」、「無論要幾多分身 也要你幸福一生」等，與姜濤主唱的歌曲〈蒙着嘴說愛你〉中的一句「So I say I love you 只有愛恆久不枯」旋律相似，且覺得是同一句不斷在重覆，讓人容易記得。不少網民皆讚賞黎明多年來不遺餘力推動廣東歌，並翻出黎明於2009年表示「在有生之年不會讓廣東歌沒落」的訪問片段，認為黎明推出這首歌的原因是要在自己能力範圍內支持廣東歌曲的發展。

## 排行榜
| 媒體                     | 國家／地區 | 排行榜         | 最高排名 | 來源   |
| ------------------------ | ---------- | -------------- | -------- | ------ |
| Hong Kong Singer Channel | 香港       | Channel Top 20 | 1        | [ 11 ] |
| KKBOX                    | 香港       | 粵語新歌週榜   | 3        | [ 12 ] |

## 外部連結
- 黎明 Leon Lai - 一生幸福（Official MV） （页面存档备份，存于） AMusic Official Channel. 2022-09-15